# 이강 (1989년)
이강(1989년 1월 3일 ~)은 대한민국의 래퍼다. 2014년 프로젝트 앨범 [Brand New Year Vol. 3 - Brand New Day]로 데뷔했다.

## 방송
- 쇼미더머니4 (2015) - Top52
- 쇼미더머니6 (2017)